# Al-Aghwat
Al-Aghwat (arab. الأغواط, franc. Laghouat) – gmina i miasto w północnej Algierii, zlokalizowane w oazie na południe od łańcucha Atlasu Saharyjskiego. Główny ośrodek administracyjny oraz siedziba władz Prowincji (Wilajetu) Al-Aghwat, a także Dystryktu (Dajratu) Al-Aghwat, którego obszar w całości pokrywa się z granicami gminy Al-Aghwat.
Gmina Al-Aghwat zajmuje powierzchnię 400 km², licząc 170 693 mieszkańców (dane z 2012 r.).